# Динамо-Юниор
«Динамо-Юниор» — молодёжная команда по хоккею с шайбой из Санкт-Петербурга, выступающая в НМХЛ. Входит в систему ХК «Динамо Санкт-Петербург». Сезон 2024/25 в НМХЛ пропускает.

## История

### Сезон 2018/2019
Команда была основана осенью 2018 года. В сезоне 2018/2019 взяла старт в Первенстве Санкт-Петербурга по хоккею. Главным тренером был назначен Кирилл Алексеев. По итогам сезона команда стала обладателем бронзовых медалей Первенства Санкт-Петербурга.
В межсезонье команда впервые приняла участие в Турнире памяти В. А. Быстрова, где заняла 4-е место.

### Сезон 2019/2020
28 августа 2019 года команда была включена в состав НМХЛ. 16 сентября в своем первом матче Первенства команда переиграла в Саратове местный МХК «Кристалл» со счётом 5:0.
По итогам Первенства НМХЛ 2019/2020 команда стала обладателем золотых медалей, не приняв участия в плей-офф в связи с его отменой из-за пандемии коронавируса.

### Сезон 2020/2021
6 июля 2020 года новым главным тренером команды стал Игорь Дорофеев. Однако, новый сезон клуб начал с другим главным тренером, Виктором Беляковым. В регулярном чемпионате коллектив занял 4 место в таблице и вышел в плей-офф Кубка Регионов. Во время розыгрыша в состав команды были командированы игроки из команды МХЛ. 21 апреля 2021 года руководством клуба было объявлено, что в следующем сезоне клуб будет перебазирован в Великий Новгород. В финале Кубка Регионов динамовцы уступили со счётом 3:1 в серии команде «Локо-Юниор» из Ярославля.

## Результаты выступления в НМХЛ
| Сезон   | И  | В  | ВО | ВБ | ПБ | ПО | П  | О   | Ш       | РС | Плей-офф                                                                             |
| ------- | -- | -- | -- | -- | -- | -- | -- | --- | ------- | -- | ------------------------------------------------------------------------------------ |
| 2019/20 | 48 | 36 | 3  | 1  | 2  | 1  | 5  | 83  | 180—74  | 1  | Не проводился из-за пандемии COVID-19.                                               |
| 2020/21 | 34 | 17 | 2  | 2  | 4  | 1  | 8  | 47  | 98-77   | 4  | Уступили в финале: СКА-ГУОР Карелия 3-1;Динамо-576 3-2; Дизелист 3-1; Локо-Юниор 3-1 |
| Всего   | 82 | 53 | 5  | 3  | 6  | 2  | 13 | 130 | 278—151 |    |                                                                                      |

И — количество проведенных игр, В — выигрыши в основное время, ВО — выигрыши в овертайме, ВБ — выигрыши в послематчевых буллитах, ПО — проигрыши в овертайме, ПБ — проигрыши в послематчевых буллитах, П — проигрыши в основное время, О — количество набранных очков, Ш — соотношение забитых и пропущенных голов, РС — место по результатам регулярного сезона

### Список лучших бомбардиров
По набранным очкам и системе гол+пас
- 2019/20 — Никита Ефимов — 56 (20+36)
- 2020/21 — Александр Таранец — 19 (8+11)

## Достижения клуба
Национальные
Чемпионат НМХЛ
- Чемпион (1): 2019/2020
- Серебряный призёр (1): 2020/2021

Региональные
Первенство Санкт-Петербурга
- Бронзовых медали (1): 2019/2020

## Список главных тренеров
- Кирилл Алексеев (осень 2018 — июль 2020);
- Игорь Дорофеев (6 июля 2020 — 26 сентября 2020);
- Виктор Беляков (26 сентября 2020 — настоящее время);